# Жилкин, Артур Павлович
Артур Павлович Жилкин (25 сентября 1938 — 21 октября 2017, Екатеринбург) — советский и российский оперный певец (лирический тенор), народный артист РСФСР, педагог, преподаватель вокала.

## Биография
Родился 25 сентября 1938 года. Учился в Одесской консерватории (педагог О. Н. Благовидова).
В 1971—1996 годах был ведущим солистом Свердловского (Екатеринбургского) театра оперы и балета. За годы работы в театре исполнил более 30 оперных партий. Закончив оперную карьеру, преподавал в Уральской Государственной Консерватории им. М.П.Мусоргского.
Театральные критики отзывались о нём: «всегда свойственные ему приподнятость, вдохновенность сочетаются с благородством, поэтичностью, продуманностью и точностью штрихов».
Умер 21 октября 2017 года. Похоронен на Широкореченском кладбище.

## Награды и премии
- Заслуженный артист РСФСР (13.01.1978)
- Народный артист РСФСР (24.07.1987)

## Оперные партии
- «Травиата» Дж. Верди — Альфред
- «Борис Годунов» Модеста Мусоргского — Юродивый
- «Сказки Гофмана» Жака Оффенбаха — Гофман
- «Отелло» Дж. Верди — Кассио
- «Фауст» Гуно — Фауст
- «Севильский цирюльник» Россини — граф Альмавива
- «Евгений Онегин» Чайковский — Ленский
- «Пётр Первый» Андрея Петрова — Владимир
- «Пророк» Джакомо Мейербера — певец (Государственная премия СССР).
- «Тоска» Джакомо Пуччини - Марио Каварадосси
- «Риголетто» Джузеппе Верди - Герцог